# Alan Collier
Alan Stanley Collier (Markyate, 24 marzo 1938) è un ex calciatore inglese, di ruolo portiere.

## Carriera
Dopo aver giocato nelle giovanili del Luton Town, è stato aggregato alla prima squadra degli Hatters, neopromossa nella prima divisione inglese, nel 1955. Le sue prime presenze in campionato risalgono tuttavia alla stagione 1958-1959, nella quale disputa 3 partite nella prima divisione inglese, categoria in cui poi gioca ulteriori 5 partite nella stagione 1958-1959. Continua a militare in questa categoria anche nella stagione 1959-1960 (in cui in effetti non gioca però nessuna partita di campionato), nella quale il Luton Town retrocede in seconda divisione. Collier rimane in squadra per un'altra stagione, nella quale disputa 2 partite nella seconda divisione inglese, per poi trasferirsi ai semiprofessionisti del Chelmsford City. Continua poi a giocare a livello semiprofessionistico per oltre un decennio, prima di ritirarsi.

## Palmarès

### Club

#### Competizioni regionali
- Southern Football League Division One: 1

Bedford Town: 1969-1970
- Bedfordshire Professional Cup: 1

Bedford Town: 1965-1966